# Flammen-Zwergkaiserfisch
Der Flammen-Zwergkaiserfisch oder Flammen-Herzogfisch (Centropyge loricula) ist eine Art aus der Familie der Kaiserfische (Pomacanthidae). In älteren Publikationen vor 1998 findet sich häufig der Artname Centropyge loriculus. Da der Gattungsname weiblich ist, muss auch der Artname eine weibliche Endung haben, hier -a.

## Verbreitung
Er ist im Pazifik weit verbreitet. Man findet ihn unter anderem vor Queensland, Samoa, den Gesellschaftsinseln, vor Hawaii und Palau, vereinzelt auch in Indonesien. Er lebt in Lagunen und an Außenriffen in Wassertiefen von 3 bis 60 Metern. Am häufigsten findet man ihn in circa 10 Metern Tiefe.

## Erscheinungsbild und Sozialverhalten
C. loricula wird 10 bis 12 cm groß. Männliche und weibliche Tiere sind nur schwer voneinander zu unterscheiden. Im direkten Vergleich findet sich beim Männchen mehr Blau am Ende von Rücken- und Afterflosse. Auch erscheint der Körper insgesamt dunkler als der des Weibchens. Bei Jungtieren findet sich am Ende der Rückenflosse ein Augenfleck. Bedingt durch seine geringe Größe lebt der Flammen-Zwergkaiserfisch sehr versteckt. Man findet ihn einzeln, paarweise oder in kleinen Haremsgruppen mit einem Männchen und mehreren Weibchen. Dies ist abhängig von der Beschaffenheit des Biotops.

## Ernährung
Flammen-Zwergkaiserfische ernähren sich von Algen, kleinen Krebsen und kleinen sessilen Wirbellosen.

## Fortpflanzung
Zur Fortpflanzung steigen Flammen-Zwergkaiserfische paarweise auf und geben Eier und Sperma ab. Die Eier sind etwa 0,5 mm groß. Die befruchteten Eier sind schwimmfähig und treiben im Meer. Aus ihnen schlüpfen nach 18 bis 30 Stunden Larven. Dies Larven leben einige Wochen pelagisch, dann besiedeln sie als Jungfische das Riff. Bei Hawaii kommt es zu Kreuzungen zwischen C. loricula und C. potteri.

## Aquarienhaltung
Der Flammen-Zwergkaiserfisch ist in der Aquaristik ein aufgrund seiner auffälligen Färbung sehr beliebter und dazu einfach zu pflegender Fisch. Er akzeptiert Frost- und Trockenfutter als Ersatznahrung. Vereinzelt kann es vorkommen, dass Flammen-Zwergkaiserfische an Korallen zupfen und diese schädigen, dies ist von Tier zu Tier verschieden. In ausreichend großen Aquarien bietet sich eine Paarhaltung von C. loricula an. Auch Ablaichen wurde im Aquarium schon beobachtet. Auf Hawaii wurden die Fische inzwischen nachgezüchtet. Als Aufzuchtfutter wurde lebendes Meeresplankton verwendet.